# Выборы в Государственный совет Республики Коми (2020)
Выборы депутатов Государственного совета Республики Коми седьмого созыва состоялись в Республике Коми 13 сентября 2020 года в единый день голосования одновременно с выборами главы Республики Коми.

## Выдвижение и регистрация кандидатов

### Выдвижение кандидатов
Право принимать участие в выборах обладали 67 политические партии, 23 из которых имеет региональное отделение в Коми. В поддержку выдвижения кандидатов и списков необходимо было собрать подписи избирателей. Количество подписей, которое необходимо для регистрации списков кандидатов, составляет 0,5 % от числа избирателей, зарегистрированных на всей территории Республики Коми. Количество подписей, которое необходимо для регистрации кандидата, выдвинутого по одномандатному избирательному округу, составляет 3 % от числа избирателей, зарегистрированных на территории соответствующего избирательного округа.
Освобождены от сбора подписей семь партий: «Единая Россия», КПРФ, ЛДПР, «Справедливая Россия», «Коммунисты России», «Родина».

### Ключевые даты
- 10 июня 2020 года Государственный Совет Республики Коми назначил парламентские выборы на ближайшее второе воскресенье сентября — 13 сентября 2020 года (единый день голосования);
- 11 июня — старт избирательной кампании;
- с 24 июня по 29 июля — выдвижение кандидатов в Государственный Совет;
- 12 сентября — день тишины;
- 13 сентября — день голосования[3].

## Участники

### Выборы по партийным спискам
| Номер в бюллетене | Партия                                                                                         | Общая часть списка от 1 до 3 кандидатов                                                 | Региональных групп | Кандидатов в списке | Зарегистрировано кандидатов | Статус списка                                  |
| ----------------- | ---------------------------------------------------------------------------------------------- | --------------------------------------------------------------------------------------- | ------------------ | ------------------- | --------------------------- | ---------------------------------------------- |
| 1                 | Единая Россия                                                                                  | Габушева Галина Ивановна Косов Владимир Алексеевич Шумилова Елена Борисовна             | 15                 | 67                  | 67                          | Зарегистрирован                                |
| 2                 | Коммунистическая партия социальной справедливости                                              | Пономарев Сергей Викторович Богданов Андрей Владимирович Бобович Юрий Юрьевич           | 11                 | 51                  | 51                          | Зарегистрирован                                |
| 3                 | Коммунисты России                                                                              | Сурайкин Максим Александрович                                                           | 15                 | 75                  | 73                          | Зарегистрирован                                |
| 4                 | Справедливая Россия                                                                            | Саладина Татьяна Алексеевна Беляев Дмитрий Анатольевич                                  | 15                 | 64                  | 64                          | Зарегистрирован                                |
| 5                 | ЛДПР                                                                                           | Жириновский Владимир Вольфович                                                          | 15                 | 53                  | 46                          | Зарегистрирован                                |
| 6                 | Зеленая альтернатива                                                                           | Бетехтин Виктор Васильевич Потемкин Алексей Игоревич Иванова Елена Сергеевна            | 10                 | 39                  | 39                          | Зарегистрирован                                |
| 7                 | Родина                                                                                         | Шугалей Максим Анатольевич Иванова Елена Сергеевна Басков Константин Вячеславович       | 15                 | 75                  | 74                          | Зарегистрирован                                |
| 8                 | Коммунистическая партия Российской Федерации                                                   | Михайлов Олег Алексеевич Дьячкова Екатерина Валериановна                                | 15                 | 56                  | 54                          | Зарегистрирован                                |
| —                 | Партия возрождения России                                                                      | Пономарев Станислав Леонидович Грумандь Кристина Игоревна Мустафаев Рамиз Бабакиши оглы | 8                  | 27                  |                             | Отказ в регистрации                            |
| —                 | Добрых дел, защиты детей, женщин, свободы, природы и пенсионеров, против насилия над животными | Пувкоев Сергей Леонидович Тайбарей Светлана Андреевна Кириллов Андрей Романович         | 15                 | 56                  |                             | Не представлены документы, отказ в регистрации |
| —                 | Партия народной свободы                                                                        | Петров Владислав Эдуардович Романов Евгений Юрьевич Брюшков Никита Юрьевич              | 9                  | 30                  |                             | Снялся с выборов                               |

### Выборы по одномандатным округам
| №                 | Состав | Избирателей в 2015 году | Число кандидатов | Кандидаты |
| ----------------- | --- | ----------------------- | ---------------- | --- |
| 1 (Лесозаводский) | частично город Сыктывкар с подчинёнными территориями, пгт. Верхняя Максаковка, Краснозатонский, Седкыркещ | 42 798                  | 7                | Дорофеева Н. Б. (ЕР) Егоров И. М. (ДПР) Илюхина К. С. (ЗС) Кожевникова А. Б. (КР) Нагаева Г. Ю. (ЛДПР) Попов И. Н. (Родина) Саладина Т. А. (СР) |
| 2 (Академический) | частично город Сыктывкар с подчинёнными территориями                                                      | 51 304                  | 6                | Басков К. В. (Родина) Беляев Д. А. (СР) Берюшев В. В. (КР) Вишневецкий В. В. (КПРФ) Жиделева В. В. (ЕР) Мошегов Г. В. (ЛДПР)                    |
| 3 (Магистральный) | частично город Сыктывкар с подчинёнными территориями                                                      | 47 014                  | 5                | Артеев С. В. (ЕР) Посевкина Ю. С. (КПРФ) Размыслова И. А. (ЛДПР) Щербина Е. В. (Родина) Щиголев А. Ф. (СР)                                      |
| 4 (Эжвинский)     | частично город Сыктывкар с подчинёнными территориями, Эжвинский район                                     | 45 593                  | 7                | Василевич М. И. (КПРФ) Губаренко Л. С. (СР) Жариков В. С. (ЕР) Кононов Е. А. (КР) Цветков В. Ф. (ПП) Юркин А. В. (Родина)                       |
| 5 (Северный)      | частично город Воркута с подчинёнными территориями, пгт. Воргашор, Комсомольский и Северный               | 34 878                  | 3                | Гагаузов С. В. (ЕР) Журавлёв В. М. (ЛДПР) Илларионов С. И. (СР)                                                                                 |
| 6 (Горняцкий)     | частично город Воркута с подчинёнными территориями, пгт. Елецкий и пст. Сивомаскинский                    | 37 662                  | 5                | Горбачёв Г. Ф. (КПРФ) Князев Г. С. (ЛДПР) Магомедов Р. И. (ЕР) Полуяктов В. И. (Родина) Совершаева М. А. (СР)                                   |
| 7 (Интинский)     | город Инта с подчинёнными территориями, пгт. Кожва и Путеец                                               | 34 993                  | 5                | Брагин М. А. (сам) Меладзе О. В. (СР) Озерков А. А. (КПРФ) Попов А. Н. (ЕР) Шингаркин М. А. (Родина)                                            |
| 8 (Печорский)     | город Печора с подчинёнными территориями (кроме Кожвы и Путейца)                                          | 53 338                  | 5                | Алексеев И. В. (Родина) Максимов И. А. (СР) Олейник В. В. (ЛДПР) Пьянков И. Г. (КПРФ) Семяшкин И. В. (ЕР)                                       |
| 9 (Приполярный)   | город Усинск с подчинёнными территориями, Усть-Цилемский район                                            | 46 394                  | 5                | Дьячкова Е. В. (КПРФ) Лясковская Е. М. (ЕР) Машин А. С. (СР) Музалев Ю. В. (ЛДПР) Сабашников Т. Г. (КР)                                         |
| 10 (Ираёльский)   | город Сосногорск с подчинёнными территориями, Ижемский район                                              | 52 876                  | 5                | Братенков Н. Т. (КПРФ) Кологривый Д. Д. (ЕР) Лазицкий А. А. (СР) Прокашева М. В. (Родина) Рубан И. Г. (КР)                                      |
| 11 (Боровской)    | частично город Ухта с подчинёнными территориями, пгт. Боровой, Водный и с. Кедвавом                       | 43 776                  | 5                | Гайворонский А. В. (ЕР) Елькина Л. С. (СР) Ермаков А. С. (ЛДПР) Пасечник А. Б. (Родина) Пивоваров К. В. (КПРФ)                                  |
| 12 (Ярегский)     | частично город Ухта с подчинёнными территориями, пгт. Шудаяг, Ярега, п. Седъю и Кэмдин                    | 46 564                  | 3                | Завальнев В. И. (ЕР) Козлов А. Ю. (КПРФ) Пасечник И. А. (Родина)                                                                                |
| 13 (Западный)     | Княжпогостский район, Удорский район, Усть-Вымский район                                                  | 55 807                  | 5                | Климушев А. Ю. (ЕР) Мирзоев Т. М. (КПРФ) Поселянинов С. В. (Родина) Сажина Я. С. (сам) Седрисев А. А. (СР)                                      |
| 14 (Восточный)    | Корткеросский район, Троицко-Печорский район, Усть-Куломский район                                        | 54 228                  | 4                | Габов А. И. (СР) Каваль В. А. (ЛДПР) Косов В. А. (ЕР) Удоратин Н. Д. (КПРФ)                                                                     |
| 15 (Южный)        | Койгородский район, Прилузский район, Сыктывдинский район, Сысольский район                               | 57 102                  | 5                | Галь Л. И. (Родина) Кузнецов С. И. (ЛДПР) Соколова К. А. (КПРФ) Чураков С. В. (ЕР) Шкребнева Г. М. (СР)                                         |

| Партия | Партия                                       | Кандидатов | Кандидатов       |
| Партия | Партия                                       | Выдвинуто  | Зарегистрировано |
| ------ | -------------------------------------------- | ---------- | ---------------- |
|        | Коммунистическая партия Российской Федерации | 15         | 13               |
|        | Коммунисты России                            | 5          | 5                |
|        | Демократическая партия России                | 2          | 1                |
|        | Партия Прогресса                             | 2          | 1                |
|        | Единая Россия                                | 15         | 15               |
|        | Партия за справедливость                     | 1          | 1                |
|        | ЛДПР                                         | 12         | 12               |
|        | Справедливая Россия                          | 14         | 14               |
|        | Родина                                       | 15         | 12               |
|        | Самовыдвижение                               | 4          | 2                |
| Всего  | Всего                                        | 85         | 76               |

## Социологические опросы

### Опросы до выборов
Электоральные эксперты зафиксировали рост рейтинга партии ЛДПР в регионах, где пройдут выборы в региональные парламенты. Эксперты связывают это с протестами в Хабаровске, спровоцированными арестом экс-губернатора от либерал-демократов Сергея Фургала, чьё задержание избиратели восприняли негативно.
Для прохождения партии в парламент, ей необходимо получить поддержку как минимум 5% избирателей.
| Источник           | Дата опроса | ЕР          | ЛДПР              | КПРФ | СР  | ЗА | КР | Родина | КПСС | Не определились | Отрыв |    |    |    |     |
| ------------------ | ----------- | ----------- | ----------------- | ---- | --- | -- | -- | ------ | ---- | --------------- | ----- | -- | -- | -- | --- |
| Источник           | Дата опроса | Коми-телега | 1-2 сентября 2020 | 38%  | 21% | 6% | 7% | 5%     | 4%   | Не определились | Отрыв | 7% | 3% | 9% | 17% |
| 22-23 августа 2020 | 29%         | Коми-телега | 21%               | 8%   | 7%  | 4% | 4% | 3%     | 2%   | 22%             | 8%    |    |    |    |     |
| 25-26 июля 2020    | 26%         | Коми-телега | 10%               | 8%   | 2%  | 3% | 3% | 2%     | 3%   | 43%             | 16%   |    |    |    |     |
| 18-19 июля 2020    | 24%         | Коми-телега | 8%                | 6%   | 3%  | 2% | 3% | 2%     | 2%   | 48%             | 16%   |    |    |    |     |

## Ход кампании

### Выдвижение Максима Шугалея
Первым по партийному списку «Родины» был выдвинут Максим Шугалей, политтехнолог, работающий на бизнесмена Евгения Пригожина, который в свою очередь получил в СМИ прозвище «повар Путина». Шугалей был задержан в июле 2019 года в Ливии по подозрению во вмешательстве в выборы. По информации издания «Meduza», Пригожин и его люди считают, что получение Шугалеем статуса депутата Госсовета Коми позволит заручиться поддержкой в вызволении политтехнолога в министерстве иностранных дел и министерстве обороны. Издание также сообщает, что курируют избирательную кампанию «Родины» в Коми политтехнологи Пригожина — Пётр Бычков и Игорь Осадчий, а её финансирование производит сам Евгений Пригожин.

### Проект «Народный контроль»
Коми региональное отделение ЛДПР запустило проект «Народный контроль». Его целью является защита голосов избирателей. Для участия каждый человек на избирательном участке должен сделать фотографии заполненного бюллетеня – с лицевой и обратной стороны. Далее необходимо отправить фотографии на адрес электронной почты c указанием, за кого проголосовали и на каком участке.

## Результаты
| Партия                           | Партия                           | по единому округу | по единому округу | по единому округу | по единому округу | по единому округу | по одно- мандатным округам | по одно- мандатным округам | всего | всего | всего   | всего    |
| Партия                           | Партия                           | Голосов           | %                 | +/-               | Мест              | +/-               | Мест                       | +/-                        | Мест  | +/-   | %       | +/-      |
| -------------------------------- | -------------------------------- | ----------------- | ----------------- | ----------------- | ----------------- | ----------------- | -------------------------- | -------------------------- | ----- | ----- | ------- | -------- |
|                                  | «Единая Россия»                  | 56 605            | 28,61 %           | ▼29,44 %          | 6                 | ▼6                | 14                         | ▬0                         | 20    | ▼6    | 66,67 % | ▼20,00 % |
|                                  | КПРФ                             | 29 302            | 14,81 %           | ▲7,41 %           | 3                 | ▲2                | 1                          | ▲1                         | 4     | ▲3    | 13,33 % | ▲10,00 % |
|                                  | ЛДПР                             | 28 600            | 14,45 %           | ▲2,86 %           | 3                 | ▲2                | 0                          | ▬0                         | 3     | ▲2    | 10,00 % | ▲6,67 %  |
|                                  | «Зелёная альтернатива»           | 19 804            | 10,01 %           | новая             | 1                 | —                 | 0                          | —                          | 1     | —     | 3,33 %  | —        |
|                                  | «Родина»                         | 19 455            | 9,83 %            | ▲7,35 %           | 1                 | ▲1                | 0                          | ▬0                         | 1     | ▲1    | 3,33 %  | ▲3,33 %  |
|                                  | «Справедливая Россия»            | 16 937            | 8,56 %            | ▼1,46 %           | 1                 | ▬0                | 0                          | ▼1                         | 1     | ▼1    | 3,33 %  | ▼3,33 %  |
|                                  |                                  |                   |                   |                   |                   |                   |                            |                            |       |       |         |          |
|                                  | КПСС                             | 8310              | 4,20 %            | новая             | 0                 | —                 | 0                          | —                          | 0     | —     | 0 %     | —        |
|                                  | «Коммунисты России»              | 6116              | 3,09 %            | ▼1,14 %           | 0                 | ▬0                | 0                          | —                          | 0     | ▬0    | 0 %     | ▬0 %     |
|                                  | Демократическая партия России    |                   |                   |                   |                   |                   | 0                          | —                          | 0     | —     | 0 %     | —        |
|                                  | Партия за справедливость!        |                   |                   |                   |                   |                   | 0                          | —                          | 0     | —     | 0 %     | —        |
|                                  | Партия прогресса                 |                   |                   |                   |                   |                   | 0                          | —                          | 0     | —     | 0 %     | —        |
|                                  | Самовыдвижение                   |                   |                   |                   |                   |                   | 0                          | ▬0                         | 0     | ▬0    | 0 %     | ▬0 %     |
|                                  |                                  |                   |                   |                   |                   |                   |                            |                            |       |       |         |          |
| Действительные бюллетени         | Действительные бюллетени         | 185 129           | 93,56 %           | ▼2,56 %           |                   |                   |                            |                            |       |       |         |          |
| Недействительные бюллетени       | Недействительные бюллетени       | 12 747            | 6,44 %            | ▲2,56 %           |                   |                   |                            |                            |       |       |         |          |
| Всего                            | Всего                            | 197 876           | 100 %             | —                 | 15                | ▬0                | 15                         | ▬0                         | 30    | ▬0    | 100 %   | —        |
|                                  |                                  |                   |                   |                   |                   |                   |                            |                            |       |       |         |          |
| Бюллетени, выданные досрочно     | Бюллетени, выданные досрочно     | 110 791           | 55,87 %           | ▲37,79 %          |                   |                   |                            |                            |       |       |         |          |
| Бюллетени, выданные на участках  | Бюллетени, выданные на участках  | 79 401            | 40,04 %           | ▼37,40 %          |                   |                   |                            |                            |       |       |         |          |
| Бюллетени, выданные вне участков | Бюллетени, выданные вне участков | 8118              | 4,09 %            | ▼0,40 %           |                   |                   |                            |                            |       |       |         |          |
|                                  |                                  |                   |                   |                   |                   |                   |                            |                            |       |       |         |          |
| Явка                             | Явка                             | 198 310           | 30,14 %           | ▼20,79 %          |                   |                   |                            |                            |       |       |         |          |
| Число избирателей                | Число избирателей                | 657 956           | 100 %             |                   |                   |                   |                            |                            |       |       |         |          |

### По одномандатным округам
| 1  | 25,48 % (10 952) |  | Дорофеева Надежда Борисовна       | Единая Россия                 | 3 914 | 35,81 % |
| 1  | 25,48 % (10 952) |  | Егоров Игорь Михайлович           | Демократическая партия России | 248   | 2,27 %  |
| 1  | 25,48 % (10 952) |  | Илюхина Карина Станиславовна      | Партия за справедливость      | 297   | 2,72 %  |
| 1  | 25,48 % (10 952) |  | Кожевникова Алена Борисовна       | Коммунисты России             | 1 064 | 9,74 %  |
| 1  | 25,48 % (10 952) |  | Нагаева Галина Юрьевна            | ЛДПР                          | 958   | 8,77 %  |
| 1  | 25,48 % (10 952) |  | Попов Игорь Николаевич            | Родина                        | 1 319 | 12,07 % |
| 1  | 25,48 % (10 952) |  | Саладина Татьяна Алексеевна       | Справедливая Россия           | 2 006 | 18,36 % |
| 1  | 25,48 % (10 952) |  | Недействительные бюллетени        | Недействительные бюллетени    | 1 123 | 10,28 % |
| 2  | 26,80 % (13 767) |  | Басков Константин Вячеславович    | Родина                        | 1 473 | 10,73 % |
| 2  | 26,80 % (13 767) |  | Беляев Дмитрий Анатольевич        | Справедливая Россия           | 1 854 | 13,50 % |
| 2  | 26,80 % (13 767) |  | Берюшев Владимир Владимирович     | Коммунисты России             | 676   | 4,92 %  |
| 2  | 26,80 % (13 767) |  | Вишневецкий Виктор Владимирович   | КПРФ                          | 2 028 | 14,77 % |
| 2  | 26,80 % (13 767) |  | Жиделева Валентина Васильевна     | Единая Россия                 | 5 176 | 37,70 % |
| 2  | 26,80 % (13 767) |  | Мошегов Геннадий Владимирович     | ЛДПР                          | 1 189 | 8,66 %  |
| 2  | 26,80 % (13 767) |  | Недействительные бюллетени        | Недействительные бюллетени    | 1 335 | 9,72 %  |
| 3  | 27,74 % (13 499) |  | Артеев Сергей Вячеславович        | Единая Россия                 | 5 484 | 40,81 % |
| 3  | 27,74 % (13 499) |  | Посевкина Юлия Сергеевна          | КПРФ                          | 3 403 | 25,33 % |
| 3  | 27,74 % (13 499) |  | Размыслова Ирина Анатольевна      | ЛДПР                          | 1 095 | 8,15 %  |
| 3  | 27,74 % (13 499) |  | Щербина Елена Васильевна          | Родина                        | 1 074 | 7,99 %  |
| 3  | 27,74 % (13 499) |  | Щиголев Александр Федорович       | Справедливая Россия           | 1 238 | 9,21 %  |
| 3  | 27,74 % (13 499) |  | Недействительные голоса           | Недействительные голоса       | 1 143 | 8,51 %  |
| 4  | 26,63 % (11 819) |  | Василевич Мария Ивановна          | КПРФ                          | 2 831 | 23,97 % |
| 4  | 26,63 % (11 819) |  | Губаренко Лев Сергеевич           | Справедливая Россия           | 1 249 | 10,58 % |
| 4  | 26,63 % (11 819) |  | Жариков Владимир Сергеевич        | Единая Россия                 | 3 416 | 28,93 % |
| 4  | 26,63 % (11 819) |  | Кононов Евгений Аркадьевич        | Коммунисты России             | 929   | 7,87 %  |
| 4  | 26,63 % (11 819) |  | Цветков Виктор Федорович          | Партия Прогресса              | 563   | 4,77 %  |
| 4  | 26,63 % (11 819) |  | Юркин Андрей Вячеславович         | Родина                        | 1 558 | 13,19 % |
| 4  | 26,63 % (11 819) |  | Недействительные бюллетени        | Недействительные бюллетени    | 1 264 | 10,70 % |
| 5  | 16,56 % (4 669)  |  | Гагаузов Сергей Владимирович      | Единая Россия                 | 1 611 | 35,74 % |
| 5  | 16,56 % (4 669)  |  | Журавлев Виталий Михайлович       | ЛДПР                          | 1 114 | 24,72 % |
| 5  | 16,56 % (4 669)  |  | Илларионов Сергей Иванович        | Справедливая Россия           | 1 100 | 24,41 % |
| 5  | 16,56 % (4 669)  |  | Недействительные бюллетени        | Недействительные бюллетени    | 682   | 15,13 % |
| 6  | 18,22 % (6 122)  |  | Горбачев Геннадий Федорович       | КПРФ                          | 1 458 | 23,86 % |
| 6  | 18,22 % (6 122)  |  | Князев Геннадий Сергеевич         | ЛДПР                          | 867   | 14,19 % |
| 6  | 18,22 % (6 122)  |  | Магомедов Руслан Исамагомедович   | Единая Россия                 | 1 945 | 31,83 % |
| 6  | 18,22 % (6 122)  |  | Полуяктов Виталий Витальевич      | Родина                        | 334   | 5,47 %  |
| 6  | 18,22 % (6 122)  |  | Совершаева Мария Антоновна        | Справедливая Россия           | 951   | 15,57 % |
| 6  | 18,22 % (6 122)  |  | Недействительные бюллетени        | Недействительные бюллетени    | 555   | 9,08 %  |
| 7  | 29,19 % (8 744)  |  | Брагин Михаил Анатольевич         | самовыдвижение                | 2 302 | 26,34 % |
| 7  | 29,19 % (8 744)  |  | Меладзе Олег Викторович           | Справедливая Россия           | 1 711 | 19,57 % |
| 7  | 29,19 % (8 744)  |  | Озерков Андрей Анатольевич        | КПРФ                          | 754   | 8,63 %  |
| 7  | 29,19 % (8 744)  |  | Попов Александр Николаевич        | Единая Россия                 | 2 552 | 29,20 % |
| 7  | 29,19 % (8 744)  |  | Шингаркин Максим Андреевич        | Родина                        | 342   | 3,91 %  |
| 7  | 29,19 % (8 744)  |  | Недействительные бюллетени        | Недействительные бюллетени    | 1 080 | 12,36 % |
| 8  | 28,62 % (13 481) |  | Алексеев Игорь Викторович         | Родина                        | 1 768 | 13,14 % |
| 8  | 28,62 % (13 481) |  | Максимов Игорь Анатольевич        | Справедливая Россия           | 904   | 6,72 %  |
| 8  | 28,62 % (13 481) |  | Олейник Виктор Викторович         | ЛДПР                          | 1 710 | 12,70 % |
| 8  | 28,62 % (13 481) |  | Пьянков Иван Григорьевич          | КПРФ                          | 3 612 | 26,84 % |
| 8  | 28,62 % (13 481) |  | Семяшкин Илья Васильевич          | Единая Россия                 | 4 523 | 33,60 % |
| 8  | 28,62 % (13 481) |  | Недействительные бюллетени        | Недействительные бюллетени    | 943   | 7,01 %  |
| 9  | 28,20 % (12 005) |  | Дьячкова Екатерина Валериановна   | КПРФ                          | 3 303 | 27,54 % |
| 9  | 28,20 % (12 005) |  | Лясковская Евгения Михайловна     | Единая Россия                 | 5 510 | 45,95 % |
| 9  | 28,20 % (12 005) |  | Машнин Андрей Степанович          | Справедливая Россия           | 722   | 6,02 %  |
| 9  | 28,20 % (12 005) |  | Музалев Юрий Викторович           | ЛДПР                          | 936   | 7,81 %  |
| 9  | 28,20 % (12 005) |  | Сабашникова Татьяна Григорьевна   | Коммунисты России             | 872   | 7,27 %  |
| 9  | 28,20 % (12 005) |  | Недействительные бюллетени        | Недействительные бюллетени    | 649   | 5,41 %  |
| 10 | 32,01 % (15 700) |  | Братенков Николай Терентьевич     | КПРФ                          | 5 077 | 32,38 % |
| 10 | 32,01 % (15 700) |  | Кологривый Дмитрий Дмитриевич     | Единая Россия                 | 3 095 | 19,74 % |
| 10 | 32,01 % (15 700) |  | Лазицкий Андрей Анатольевич       | Справедливая Россия           | 1 516 | 9,67 %  |
| 10 | 32,01 % (15 700) |  | Прокашева Мария Васильевна        | Родина                        | 1 351 | 8,62 %  |
| 10 | 32,01 % (15 700) |  | Рубан Иван Григорьевич            | Коммунисты России             | 3 475 | 22,16 % |
| 10 | 32,01 % (15 700) |  | Недействительные бюллетени        | Недействительные бюллетени    | 1 168 | 7,45 %  |
| 11 | 29,03 % (11 869) |  | Гайворонский Александр Викторович | Единая Россия                 | 5 966 | 50,33 % |
| 11 | 29,03 % (11 869) |  | Елькина Людмила Станиславовна     | Справедливая Россия           | 1 074 | 9,06 %  |
| 11 | 29,03 % (11 869) |  | Ермаков Артём Сергеевич           | ЛДПР                          | 875   | 7,38 %  |
| 11 | 29,03 % (11 869) |  | Пасечник Александр Борисович      | Родина                        | 1 042 | 8,79 %  |
| 11 | 29,03 % (11 869) |  | Пивоваров Константин Эдуардович   | КПРФ                          | 1 966 | 16,59 % |
| 11 | 29,03 % (11 869) |  | Недействительные бюллетени        | Недействительные бюллетени    | 935   | 7,89 %  |
| 12 | 27,77 % (11 921) |  | Завальнев Вячеслав Игоревич       | Единая Россия                 | 5 218 | 43,92 % |
| 12 | 27,77 % (11 921) |  | Козлов Александр Юрьевич          | КПРФ                          | 2 338 | 19,68 % |
| 12 | 27,77 % (11 921) |  | Пасечник Иван Александрович       | Родина                        | 2 734 | 23,01 % |
| 12 | 27,77 % (11 921) |  | Недействительные бюллетени        | Недействительные бюллетени    | 1 601 | 13,48 % |
| 13 | 39,00 % (19 502) |  | Климушев Андрей Юрьевич           | Единая Россия                 | 7 490 | 38,54 % |
| 13 | 39,00 % (19 502) |  | Мирзоев Тельман Мирзоевич         | КПРФ                          | 4 043 | 20,80 % |
| 13 | 39,00 % (19 502) |  | Поселянинов Сергей Викторович     | Родина                        | 1 325 | 6,82 %  |
| 13 | 39,00 % (19 502) |  | Сажина Яна Степановна             | Самовыдвижение                | 3 560 | 18,32 % |
| 13 | 39,00 % (19 502) |  | Седрисев Александр Алексеевич     | Справедливая Россия           | 2 113 | 10,87 % |
| 13 | 39,00 % (19 502) |  | Недействительные бюллетени        | Недействительные бюллетени    | 906   | 4,66 %  |
| 14 | 39,11 % (19 462) |  | Габов Алексей Иванович            | Справедливая Россия           | 5 338 | 27,43 % |
| 14 | 39,11 % (19 462) |  | Каваль Вера Александровна         | ЛДПР                          | 2 508 | 12,89 % |
| 14 | 39,11 % (19 462) |  | Косов Владимир Алексеевич         | Единая Россия                 | 7 170 | 36,85 % |
| 14 | 39,11 % (19 462) |  | Удоратин Николай Дмитриевич       | КПРФ                          | 3 195 | 16,42 % |
| 14 | 39,11 % (19 462) |  | Недействительные бюллетени        | Недействительные бюллетени    | 1 249 | 6,42 %  |
| 15 | 38,22 % (21 018) |  | Галь Лидия Ивановна               | Родина                        | 3 086 | 14,69 % |
| 15 | 38,22 % (21 018) |  | Кузнецов Станислав Иванович       | ЛДПР                          | 3 068 | 14,61 % |
| 15 | 38,22 % (21 018) |  | Соколова Ксения Александровна     | КПРФ                          | 3 520 | 16,76 % |
| 15 | 38,22 % (21 018) |  | Чураков Степан Викторович         | Единая Россия                 | 7 043 | 33,53 % |
| 15 | 38,22 % (21 018) |  | Шкребнева Галина Михайловна       | Справедливая Россия           | 2 563 | 12,20 % |
| 15 | 38,22 % (21 018) |  | Недействительные бюллетени        | Недействительные бюллетени    | 1 726 | 8,22 %  |